# Tangina quandripunctata
Tangina quandripunctata är en insektsart som beskrevs av Melichar 1914. Tangina quandripunctata ingår i släktet Tangina och familjen vedstritar.
Artens utbredningsområde är Filippinerna. Inga underarter finns listade i Catalogue of Life.